# Донкор-Манджушри-хутухта
Донкор-Манджушри-хутухта (монг. Донхор Манзушир хутагт; тиб. སྟོང་འཁོར་ཧུ་ཐོག་ཐུ, Вайли stong 'khor hu thog thu) — одна из важных линий перерождений в монгольском буддизме.

## История
Считалось, что до отыскания первого перерожденца во Внешней Монголии этот хубилган воплощался в Амдо, Центральном Тибете и Индии, а первым её представителем был один из учеников Будды Нэвархор. Резиденция Манджушри-хутухт располагалась в монастыре Манзушир недалеко от монгольской столицы. Манджушри-хутухта VI Цэрэндорж в 1921 году занимал пост премьер-министра в правительстве Богдо-хана; в 1937 году расстрелян по обвинению в антигосударственной деятельности. После этого новых перерожденцев не распознавалось вплоть до конца XX века, когда был найден новый перерожденец Манджушри-хутухты — мальчик по имени Цэвээндорж, родившийся в 1998 году. В 2009 году Богдо-гэгэн IX во время визита в Улан-Батор провел его интронизацию в качестве нового Донкор-хутухты.
- Донкор-хутухта I Ачит-номун-хан Агваанжамбалданзан (1695—1750)
- Донкор-Манджушри-хутухта II Лувсантувдэнванчуг (1754—1816)
- Донкор-Манджушри-хутухта III Лувсанжигмэдчултэм (1816—1842)
- Донкор-Манджушри-хутухта IV Дашдондов (1843—1850)
- Донкор-Манджушри-хутухта V Ринчиндорж (1850—1871)
- Донкор-Манджушри-хутухта VI Цэрэндорж (1872—1937)
- Донкор-Манджушри-хутухта VII Цэвээндорж (1998—наст. вр.)